# Claudius Ulmann
Claudius Ulmann (* 1. Februar 1810 in Weimar; † 20. Dezember 1893 ebenda) war ein deutscher Mediziner.

## Leben
Claudius Ullmann wurde 1810 als Sohn des Bankiers Ephraim Ulmann geboren. Er erreichte als einziger Sohn Ephraim Ulmanns in Weimar das Erwachsenenalter und studierte Medizin. Ab 1840 wird er in den Akten als Dr. med. und später als Medizinalrat in Weimar erwähnt. Mit Marianne Windmüller hatte er zwei Söhne und zwei Töchter. Einer seiner Söhne war der Historiker Heinrich Ulmann.
Ulmann beschäftigte sich als praktizierender Arzt insbesondere mit der Ohrenheilkunde. Er übersetzte eine Schrift von James Yearsley, die 1852 in Weimar erschien. Im Jahre 1857 sagte Ulmann vor dem Geschworenengericht in Weimar im Betzold’schen Prozess aus.
Das Staatshandbuch für das Großherzogtum Sachsen für das Jahr 1885 weist ihn als Träger des Ehrenzeichens „für rühmliche Thätigkeit während des Krieges 1870 und 1871“ und Ritter I. Klasse des Großherzoglich Sächsischen Hausordens vom Weißen Falken aus. Bemerkenswert ist für Ulmann, dass weder im Totenbuch der Weimarer Stadtkirche, noch in dem der Hofkirche 1893 sein Tod vermerkt ist. Die Todesanzeige in der Zeitung lautete: "Heute morgen entschlief nach langem, schweren Leiden im 84. Lebensjahre unsrer teurer Vater, Großvater und Bruder Medizinalrat Dr. Klaudius Ulmann Weimar, den 20. Dezember 1893 Die Hinterbliebenen".